# Ibn Zaydun
Abu al-Waleed Ahmad Ibn Zaydún al-Makhzumi (1003-1071), în arabă: أبو الوليد أحمد بن زيدون المخزومي, cunoscut și ca Ibn Zaydún, a fost un poet arab care a trăit în Córdoba și Sevilla.
A fost un reprezentant de seamă al epocii de aur a islamului.
A scris o poezie erotică de curte, panegirică, elegiacă și descriptivă, remarcabilă prin imagistica bogată, adunată într-o culegere de tip diwan.
1. ↑  Ibn Zaydún, SNAC, accesat în 9 octombrie 2017
2. ↑  Ibn Zaydun, Diccionario biográfico español, accesat în 9 octombrie 2017
3. 1 2  Autoritatea BnF, accesat în 10 octombrie 2015
4. ↑  Ibn Zaydún, datos.bne.es
5. ↑   https://www.biografiasyvidas.com/biografia/z/zaydun.htm, accesat în 2023 Lipsește sau este vid: |title= (ajutor)